# Meister der Zeremonie
Meister der Zeremonie ist das sechste Soloalbum des deutschen Rappers Basstard. Es erschien am 26. Juni 2015 über Horrorkore Entertainment und Distri.

## Hintergrund
Im Anschluss an die Veröffentlichung des Albums Zwiespalt (Weiss) befasste sich Basstard kurzzeitig mit Esoterik, bevor er in Düsseldorf gemeinsam mit dem Produzenten Johannes M. Arend mit der Arbeit an einem weiteren Album begann. Diese unterbrach er für ein Studium im Bereich Audio Engineering am SAE Institute. Durch dieses konnte Basstard sowohl „Know-how“ generieren als auch Kontakte für die spätere Album-Produktion knüpfen. So lernte er etwa die SAE-Dozenten Timo Krämer und Sebastian Metzner kennen, die an der Entstehung des Albums beteiligt waren. Dabei sei vor allem Krämer laut Basstard durch seine musikalischen Fähigkeiten, wie etwa Geige und E-Gitarre zu spielen, dem „Album zuträglich“ gewesen.
Anfang Januar 2015 gab Basstard die Veröffentlichung eines neuen Albums bekannt. Ende März wurde der Album-Titel mit Meister der Zeremonie sowie der 26. Junis als Veröffentlichungstermin festgelegt. Der Titel verweist auf den mit „MC“ abgekürzten Begriff „Master of Ceremonies“ als Synonym für Rapper. Nachdem er sich über einen langen Zeitraum MC Basstard genannt hatte, entschied sich der Rapper den Namenszusatz abzulegen. Da dies medial weitestgehend unbeachtet geblieben war, sollte der Album-Titel den Rezipienten auf die Namensänderung aufmerksam machen.
Die Bekanntgabe der Titelliste sowie Prinz Pi und Frauenarzt, MC Bogy und Manny Marc von der Bass Crew als Gastmusiker erfolgte am 1. April. Im Gegensatz zu den ersten Alben Basstards ist die Anzahl an Gastrappern auf Meister der Zeremonie deutlich reduziert. Dabei hat sich der Rapper jeweils erst nach der Aufnahme der Stücke Gedanken darüber gemacht, ob ein adäquater Gastmusiker angefragt werden oder es ein Solo-Song bleiben solle.

## Titelliste
1. Entzünden – 0:23
2. MDZ – 4:15
3. Nur ein Basstard – 3:30
4. Fernweh (feat. Prinz Pi) – 3:13
5. Humanoid – 3:54
6. Antimaterie – 4:59
7. Golgatha – 4:13
8. 100 K Meilen – 3:39

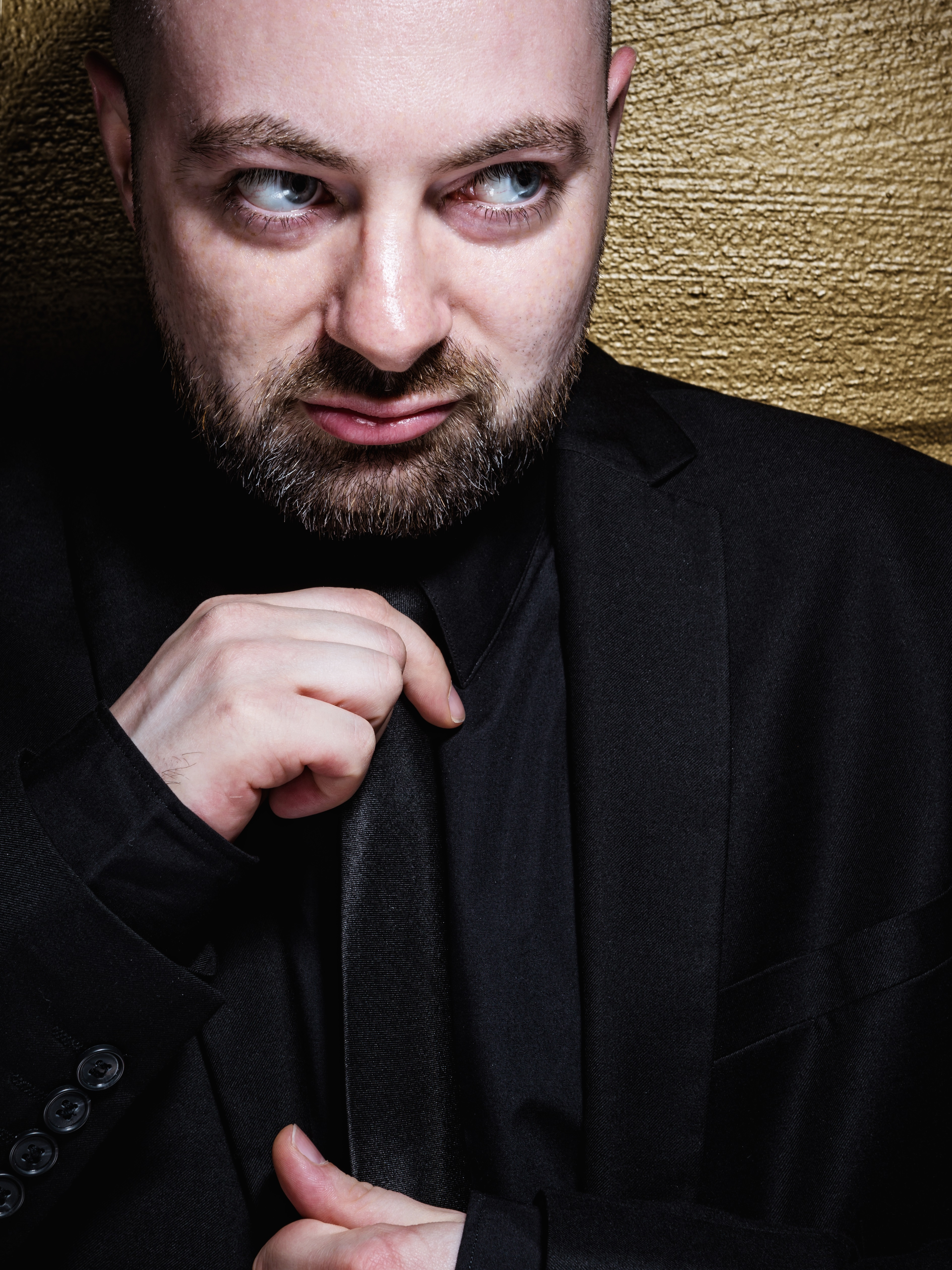
Basstard (2015)

9. Pablo Picasso (feat. Kontra K, Ozan und Sido) – 3:15
10. Mädchen aus dem Osten – 3:08
11. Lass nicht Los – 3:13
12. Prinzessin der Straße (feat. Indira Weis) – 3:40
13. Nicht so depressiv sein (Archa) – 4:08
14. Berliner Chaoten (feat. Bass Crew) – 3:33
15. Daemon (Archa) – 4:28
16. Ein letzter Schrei – 3:56
17. Auslöschen – 1:06
18. Wach auf! (Bonus-Titel der Aer Edition) – 2:48
19. Asmodeus (Bonus-Titel der Aer Edition) – 3:57
20. Dunkler Engel (Bonus-Titel der Aer Edition) – 3:51

## Gastbeiträge
Im Vergleich zu früheren Alben Basstards wurde die Anzahl an Gastrappern auf Meister der Zeremonie verringert. Für das Stück Pablo Picasso arbeitete der Rapper mit Kontra K, Ozan und Sido zusammen. Sido sei ein „wunderbarer Künstler“, der Themen gekonnt „auf den Punkt bringen“ könne. Mit seiner 2013 erschienene Single Einer dieser Steine habe Sido aus Sicht Basstards erstmals einen Song veröffentlicht, der eine andere Richtung einschlage und eine lyrische Qualität aufweise. Eine geplante Zusammenarbeit mit Kool Savas, die bereits für das vorherige Album Zwiespalt (Weiss) geplant gewesen war, konnte aus Zeitgründen nicht umgesetzt werden.

## Versionen
Meister der Zeremonie erschien in drei Versionen. Neben der 17 Stücke umfassenden Standard Edition wurde eine Aer Edition veröffentlicht, auf der die Lieder Wach auf!, Asmodeus und Dunkler Engel als Bonus-Titel sowie die Instrumental-Versionen der Stücke enthalten sind. Des Weiteren erschien eine limitierte Metall-Box unter dem Titel Incendium Edition. Diese enthält alle Lieder und die dazugehörigen Instrumental-Versionen der Aer Edition sowie eine Kerze, Streichhölzer, ein T-Shirt zu MDZ, A6-Sticker, ein A3-Poster, eine signierte Urkunde und das 3D-Hörspiel Der Widder Gottes.

## Illustration
Auf dem Cover der Incendium Edition ist ein Bannkreis abgebildet. Dabei handelt es sich um eine Schutzvorrichtung vor Dämonen und dem Teufel, die wirksam wird, wenn sich die betroffene Person im Inneren des Kreises befindet. Basstard wählte das Cover als „Symbol für das Wunschdenken“ in ihm, „sicher zu sein vor all dem Schlechten in der Welt.“ Damit äußere eine „Message“ an die Hörer, die ihn für böse halten, obwohl er in Wahrheit „am liebsten in diesem Bannkreis stehen würde, damit er selber nicht betroffen“ sei.
Basstard beschrieb das Cover der Standard Edition als „Momentaufnahme“ eines Jungen, der die Hand eines Elternteils haltend durch ein Schaufenster sieht und etwas „total Irres“ erblickt, das ihn „schockiert“ und möglicherweise „für den Rest seines Lebens“ prägt. Um ein passendes Kind für das Cover zu finden, veröffentlichte Basstard ein Kinderfoto von sich über das soziale Netzwerk Facebook und verband dies mit der Frage, wer ein Kind kenne, das ihm ähnlich sei. Für das Cover-Shooting wurden einige Kinder eingeladen, wobei schließlich eines genommen wurde, das laut Basstard zusätzlich zur optischen Ähnlichkeit auch über das passende schauspielerische Talent verfügte.

## Vermarktung

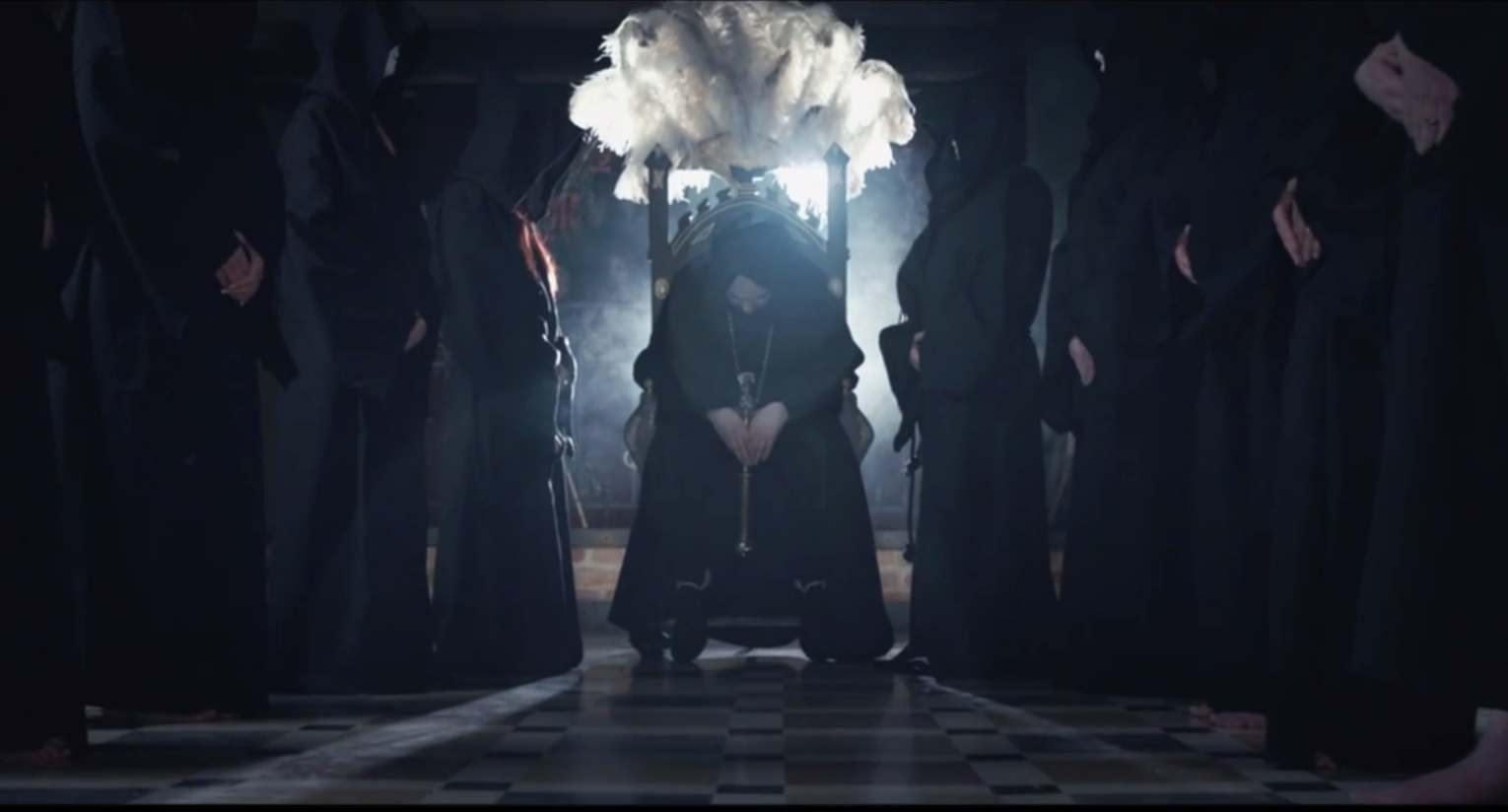
Videoausschnitt zu „MDZ“

MDZ erhielt als erstes Lied des Albums eine Video-Umsetzung. Anfang Mai 2015 folgte die Veröffentlichung von Nur ein Basstard, das von Augenmaß Productions gedreht worden war. Die Hamburger Produktionsfirma Film Fatal übernahm die Umsetzung des Stücks Antimaterie. Mitte Juni erschien das Video zu Nicht so depressiv sein. Dieses entstand unter der Regie von Alexander Benzler und Christian Haseroot. AlmatyFilms war für die Produktion des Videos verantwortlich. Zeitgleich zur Album-Veröffentlichung erschien zudem ein Video zu Pablo Picasso. Ein weiteres Video wurde zu Humanoid gedreht und über den Youtube-Kanal Aggro.TV veröffentlicht.
Zusätzlich zu den visuellen Umsetzungen wurde ein Snippet, in dem die Stücke des Albums auszugsweise präsentiert werden, unter der Bezeichnung „Antisnippet“ veröffentlicht. Des Weiteren erschien das Stück Nicht so depressiv sein auf der Juice-CD Nr. 128 des Hip-Hop-Magazins Juice.

## Rezeption

### Erfolg
Meister der Zeremonie stieg auf Platz 24 der deutschen Album-Charts ein. Damit ist es die erste Veröffentlichung Basstards, die sich in den Charts platzieren konnte.

### Kritik an der visuellen Umsetzung
Sebastian Weigelt griff in einem Kommentar zu Deutschrap-Videos die visuelle Umsetzung des Stücks MDZ auf. Basstard spiele darin mit einer „gewissen Mystik und deren Ästhetik.“ So werden „Kelche voller Wein, Frauen, Insekten, Zepter, Tiere, rituelle Orgien und andere okkulte Elemente“ verwendet, um die „mystische Aura“ der Kunstfigur „greifbar darzustellen.“ Als Rezipient komme er „nicht umher, das Gesamtwerk als solches zu bewundern.“ Bedingt durch die „aufgebaute Atmosphäre, die Spannungsbögen und die Thematik“ werde der Betrachter „geradezu in das Video hinein“ gezogen.

### Musikalische Kritik
Die E-Zine Laut.de bewertete Meister der Zeremonie mit vier von möglichen fünf Punkten. Laut Redakteurin Dani Fromm wirke Basstards „Album trotz der inhaltlichen wie personellen Unvereinbarkeit so dermaßen aus einem Guss, wie es von Rechts wegen eigentlich wirklich nicht dürfte.“ So jongliere der Rapper in einem Moment „als finsterer Hohepriester seiner Gemeinde […] mit religiösen und okkulten Motiven“, während er „im nächsten Moment eine grenzwertig kitschige Liebesschnulze ans [sic!] das ‚Mädchen aus dem Osten‘ [anstimme] oder Indira Weis […] als ‚Prinzessin der Strasse‘ [engagiere] und mit ihr eine astreine Swing-Pop-Nummer aufs Parkett“ lege. Die Produzenten Johannes M. Arend und Timo Krämer „illustrieren Basstards widersprüchliche, und in sich doch so stimmige Worte mit den passenden Klängen“. Mit den Bonus-Titeln Asmodeus, Dunkler Engel und Wach Auf! liefere der Rapper den „alten Horrorkore-Basstard“. Auch wenn Basstard „immer noch nicht der aller-allerausgefeilteste Rap-Techniker und ganz gewiss kein begnadeter Sänger“ sei, mache ihm was „das Beschwören von Atmosphäre [angehe], […] so schnell keiner etwas vor.“
Daniel Fersch kritisierte für MZEE.com das Album. Seiner Ansicht nach führe Basstard „den Weg von ‚Weiss‘ deutlich sicherer und gefestigter fort.“ Besonders hervorgehoben wird die Stimme des Rappers. So verwende der Rapper etwa „allein auf ‚Nur ein Basstard‘ […] gefühlt acht verschiedene Sprechweisen“, wobei die „Übergänge […] dabei so bewusst und in Hinblick auf das Instrumental gesetzt [seien], dass Stimmwechsel und Crescendo des Beats nahezu perfekt aufeinander passen.“ Während das Stück MDZ mit „gekonnt schnellen Rapparts und kraftvoller Hook“ überzeuge, wird Fernweh als sanft und gefühlvoll charakterisiert. Basstard überzeuge „erzählerisch, böse krächzend oder auf die Technik fokussiert rappend“ sowie „singend, keifend, mit schnellem, aber auch langsamem Flow.“
In einer Kritik des Backspin Hip Hop Magazins wird Meister der Zeremonie mit acht von zehn Punkten bewertet. Die Produktionen haben laut der Redakteurin etwas „sehr episches, epochales an sich“, wodurch sie „wahrscheinlich auch problemlos als Filmmusik funktionieren würden“. Im Hinblick auf die Stimmung des Albums wird der Veröffentlichung Abwechslungsreichtum attestiert. So seien sowohl „eher beklemmende, schaurige Tracks“ enthalten, „aber auch hellere, fröhlichere Titel, die schon fast etwas Poppiges an sich haben“. Auch die Gastbeiträge werden als „gelungene Ergänzung“ gelobt. Mit Fernweh und Mädchen aus dem Osten gebe Basstard „tatsächlich etwas von seiner emotionalen Welt preis“. Neben dem Album enthält die limitierte Edition ein 3D-Hörspiel. Dieses hebe sich von den „sonst üblichen, kleinen Geschenke in Fanboxen“ ab. Zusammengefasst habe sich die vierjährige Wartezeit auf Meister der Zeremonie gelohnt.